# Partido Socialista de los Trabajadores (Mexiko)
Die Partido Socialista de los Trabajadores (PST; dt.: Sozialistische Partei der Arbeiter) war eine politische Partei in Mexiko, die 1975 gegründet wurde. Aus ihr ging 1987 die Partido del Frente Cardenista de Reconstrucción Nacional (PFCRN) hervor.
Die PST kandidierte 1982 mit ihrem Kandidaten Cándido Díaz Cerecedo bei den nationalen Präsidentschaftswahlen.